# Peluda pigallada
La peluda pigallada, llenguado, palaia pigallada, peluda randa o serrandell (Arnoglossus thori) és un peix teleosti de la família dels bòtids i de l'ordre dels pleuronectiformes.

## Morfologia
Pot arribar als 18 cm de llargària total.

## Distribució geogràfica
Es troba des de les costes d'Irlanda fins a Sierra Leone i Cap Verd. També a la Mediterrània Occidental i a la mar Negra.